# Letteratura lituana

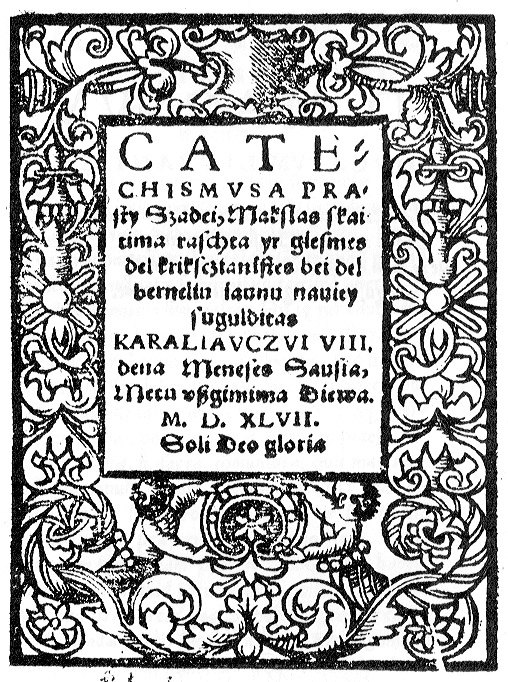
Il primo libro in lituano, il Catechismo dalle Semplici Parole di Martynas Mažvydas (1547).

La letteratura lituana è la produzione letteraria scritta in lituano.

## Origini e letteratura medievale
Come per le altre lingue baltiche, la letteratura in lituano subì un forte sviluppo nel Medioevo, per quanto rimanesse di carattere principalmente orale.  I generi principali erano le raudos (canto funebre), le kalėdinės dainos (canti per l'anno nuovo), le dainos (canti epici), le giesmės (ballate) e le pasakos (leggende).
Pii II Pontificis Maximi Historia Rerum ubique Gestarum cum Locorum descriptione. Parhisiis, 1509, pp.109v-110
«Lithunia est Poloniae ad ortum connexa noningentorum millium passuum circuitu magna sui parte palustris plurimumque nemorosa… Sermo gentis, ut Polonis, Sclavonicus, hic enim sermo, quem latissime patet, ac plurimis quidem gentibus communis est…». (Omnium Gentium Mores, Leges et Ritus. Ex multis clarissimis rerum scriptoribus a Joanne Boemo Aubano Teutonico nuper collecti et novissime recogniti. Antverpiae, 1538, pp.80v-81)
«Post Poloniam Lituania est spaciola quoque tellus verum paludibos sylvisque plurimum obducta… Lingua utuntur Sclavonica». (Jo. Coclei Norici Decastichon. In librum. Norinburgae, 1511, pp.Kv-K II — Inkunabel. Gymnasial Bibliothek zu Koeln, GB XI 490b, Panzer VII, 451, 86).
«Lituania et ipsa late patens regio Polonis ad orientem connexa est… Sermo gentis Sclavonicus est». (Pii II Pontificis Maximi Historia Rerum ubique Gestarum cum Locorum descriptione. Parhisiis, 1509, pp.109v-110)
Durante il regno di Gediminas e Algirdas, vennero composti numerosi vaidilos e kanklinintai, rapsodie sacre e profane di epoca pagana. Nacque inoltre la letteratura storiografica, come i Lietuvos Metrika (Annali lituani) il Litovskomu rodu Počinok (Prìncipi della dinastia lituana) e i Lietuvos ir Žemaičių Didžiosios Kuningaikstijos Metraštis (Annali del Gran Principato di Lituania e Samogizia, 1377-1447), tutti risalenti ai secoli XIV-XV.

## Età moderna
Ciononostante, al contrario di quanto accaduto per altre lingue europee, solo nel sedicesimo secolo vennero pubblicate le prime opere letterarie in lituano.  La cultura infatti era quasi esclusivamente nelle mani del clero cattolico (che scrivevano in latino) e degli scrittori ruteni; pertanto, la creazione del Granducato di Lituania non aiutò particolarmente la creazione di una letteratura nazionale in lituano. A questo periodo risalgono opere di carattere umanistico e didattico.  Tra le opere in latino, citiamo l'Origo regis Jagyelo et Witholdi ducum Lithuaniae, il Carmen de statura feritate ac venatione bisontis (1526) di Nicolaus Husovianus, e i trattati De libertate politica di Andreas Volanus, e De moribus Tartarorum, Lithuanorum et Moschorum di tale Michalo Lithuanus.
Queste opere, tuttavia, sono contemporanee ai primi scritti nella lingua nazionale, per lo più di carattere religioso. Con l'intento di diffondere il protestantesimo, infatti, il prussiano Stanislovas Rapailionis (fl. 1545), scrisse una Passione di Cristo, e Abromas Kulvietis da Vilnius tradusse i Salmi di Davide.
Il primo libro stampato è del 1547, quando Martynas Mažvydas scrive e pubblica il primo libro in lituano, il Catechismo dalle Semplici Parole.  Il carattere primariamente religioso della letteratura lituana si mantenne fino alla fine del diciassettesimo secolo, tanto che anche il secondo libro è un catechismo, scritto da Mikalojus Daukša. Nel diciottesimo secolo appaiono sempre più pubblicazioni di carattere secolare, in particolare dizionari.  Nella prima metà del diciannovesimo secolo, l'Università di Vilnius promosse l'uso della lingua lituana scritta e la creazione di opere letterarie: nacque così il primo poema (Metai, Le Stagioni), scritto nel 1818 da Kristijonas Donelaitis, che gettò le basi della poesia lituana.
Tuttavia, nel 1866 la Russia impose il divieto di stampare in lituano, per evitare la nascita di movimenti nazionalisti lituani.  Tale divieto durò per quasi quarant'anni, e durante questo periodo la stampa di libri in lituano si spostò in Prussia: da lì gli knygnešiai, veri e propri contrabbandieri di libri, portavano i libri in Lituania.

## Letteratura del XX secolo
Al termine del divieto, nel 1904, ricominciò vigorosa la produzione letteraria lituana, influenzata dai vari movimenti letterari come il simbolismo, l'impressionismo e l'espressionismo.  Nel primo periodo dell'indipendenza lituana (1918-40) gli scrittori poterono infatti iniziare a scrivere opere più intime, non più influenzate dalla politica.  Tra le figure più interessanti dell'inizio del secolo ricordiamo Vincas Krėvė-Mickevičius, romanziere e drammaturgo, autore di Dainavos šalies senų žmonių padavimai (Storie degli anziani della Dainava, 1912) e i tre drammi storici  Šarūnas (1911), Skirgaila (1925), e Mindaugo mirtis (La morte di Mindaugas, 1935). Un altro grande autore teatrale è Petras Vaičiūnas, che scrisse un'opera ogni anno negli anni Venti e Trenta del secolo; infine, Vincas Mykolaitis-Putinas scrisse liriche, drammi, e romanzi (tra cui il romanzo autobiografico in 3 volumi Altorių šešėly, All'ombra degli altari, 1933).

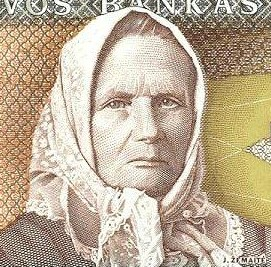
Žemaitė (1845–1921)

La scrittrice più importante, Žemaitė (1845–1921), fu anch'essa attiva in questo periodo.  Autodidatta, scrisse della vita nei villaggi della Lituania sotto forma di emozionanti racconti brevi; per questo viene commemorata sulla banconota da 1 lita.
Ricordiamo poi il movimento dei quattro venti (Keturi vėjai), attivo tra il 1924 e il 1928.  Sorto con la pubblicazione del manifesto Il profeta dei quattro venti da parte del poeta Kazys Binkis (1893–1942), basò la sua poetica sul futurismo ma più tardi subì le influenze del cubismo, del dadaismo, del surrealismo, dell'unanimismo e dell'espressionismo tedesco. Appartenne al movimento il maggiore futurista lituano, il poeta russo Vladimir Mayakovsky.
Figura paradossale, Oskaras Milašius (Oscar Vladislas de Lubicz Milosz) (1877-1939) non visse mai in Lituania, ma passò la giovinezza nell'attuale Bielorussia e studiò a Parigi.  La sua nostalgia della Lithuania pertanto era più idealistica che concreta; ciononostante, quando dovette scegliere tra due identità in conflitto tra loro, quella lituana e quella polacca, scelse la Lituania; così nel 1920, quando la Francia riconobbe l'indipendenza della Lituania, fu nominato Chargé d'Affairs (ambasciatore).  Tra il 1928 e il 1933 pubblicò raccolte di canzoni, storie e racconti della tradizione.
Dopo la guerra, il principale scrittore lituano è una donna, Vytautė Žilinskaitė (1930-), autrice satirica ma la cui produzione include anche opere teatrali e per bambini.  Laureatasi nel 1955 in giornalismo all'Università di Vilnius, le sue prime opere risalgono al 1950.  La Žilinskaitė non solo ha ispirato nuove tendenze nella satira lituana, ma ha anche dimostrato grandi capacità di introspezione nei suoi libri per bambini: ha infatti vinto premi letterari nel 1964 (Premio dell'Ordine dei Giornalisti), nel 1972 (Premio della Repubblica), nel 1979 (per il libro per bambini Il Robot e la Falena).  Ha infine ricevuto due volte il premio Šarūnas Marčiulionis come miglior autrice per bambini, nel 1997 e nel 2001.
Da citare è anche Tomas Venclova, poeta e saggista nato a Klaipėda nel 1937, autore precoce (iniziò a pubblicare poesie fin da adolescente), ma non molto prolifico. Mentre era professore a Vilnius, entrò a far parte dell'osservatorio sulle violazioni dei diritti umani in Lituania da parte dell'Unione Sovietica e per questo fu infine costretto a emigrare nel 1977 per stabilirsi negli Stati Uniti, dove divenne professore a Università di Yale. L'unica sua opera pubblicata in Lituania nel periodo sovietico è Segno della Lingua, oltre a una collezione pubblicata nel 1992; negli Stati Uniti ha pubblicato altri due libri di poesie e traduzioni, e una raccolta di saggi. Il suo stile ironico e secco ha ispirato un'intera generazione di poeti lituani.
Infine, Jurga Ivanauskaitė (1961–2007) ha raggiunto un buon successo: è stata tradotta in cinque lingue (inglese, lettone, polacco, russo e tedesco) e nel 1994 durante un viaggio in India ha approfondito i suoi studi sul buddhismo iniziando a scrivere testi New Age.

## Letteratura in esilio
Rilevante è anche il lavoro dei lituani che dovettero lasciare il paese o emigrare all'estero con la famiglia.  Tra questi, i più rilevanti sono Kazys Bradūnas, Bernardas Brazdžionis, e Henrikas Radauskas.